# Peter Lorre
Peter Lorre (født László Löwenstein 26. juni 1904 – 23. marts 1964) var en ungarsk – østrigsk – amerikansk skuespiller, som ofte spillede rollen som skummel udlænding.
Han var en international sensation i 1931 med sin rolle som seriemorder, som jagter små piger i den tyske film M. Senere havde han fremtrædende roller i krimier og mysterier fra Hollywood med Humphrey Bogart og Sydney Greenstreet og som stjerne i den succesfulde Mr. Moto detektivserie.

## Biografi
Lorre blev født i en jødisk familie i Rózsahegy/Rosenberg (i dag Ružomberok) i kongeriget Ungarn, som var en del af Østrig-Ungarn og er en del af Slovakiet. Hans forældre hed Alois og Elvira. Mens han var barn flyttede familien til Wien, hvor han gik i skole. Lorre studerede hos Sigmund Freud. Han begyndte at optræde på scenen i Wien, hvor han arbejdede sammen med Richard Teschner. Han flyttede først til Breslau og så til Zürich. I slutningen af 1920'erne flyttede den unge 165 cm høje skuespiller til Berlin, hvor han arbejdede sammen med den tyske skuespilforfatter Bertolt Brecht. Mest bemærkelsesværdigt i hans Mann ist Mann. Han spillede også Dr. Nakamura i berygtede musical Happy End af Brecht og komponisten Kurt Weill. Han spillede sammen med Brechts kone Helene Weigel og andre berømtheder som Carola Neher, Oskar Homolka og Kurt Gerron. Han blev berømt, da Fritz Lang gav ham rollen som børnemorder i sin film fra 1931, M.
Da nazisterne overtog magten i Tyskland i 1933 flygtede Lorre først til Frankrig og så til London, hvor han spillede en charmerende skurk i Alfred Hitchcocks 1934 udgave af Manden som vidste for meget. Da han ankom til Storbritannien var hans første møde med Hitchcock og ved at smile og le, mens Hitchcock talte, kunne Lorre fuppe ham om sit begrænsede kendskab til engelsk. Under indspilningen af Manden som vidste for meget lærte Lorre en stor del af sin rolle fonetisk.
Til sidst tog han til Hollywood, hvor han specialiserede sig i at spille onde eller listige udlændinge, først Mad Love fra 1935, instrueret af Karl Freund. Han var stjerne i en række Mr. Moto film, som var en parallel til den bedre kendte Charlie Chan serie, hvor han spillede en japansk detektiv og spion, som var skabt af John P. Marquand. Han satte ikke megen pris på disse film og forvred sin skulder ved et stunt i Mr. Moto Takes a Vacation - men de var lukrative for filmselskabet, og Lorre fik mange nye fans.
I 1939 blev Lorre valgt til hovedrollen i Frankensteins søn, som gik til Basil Rathbone, fordi Lorre var syg.
I 1940 var Lorre sammen med skrækfilmskuespillerne Bela Lugosi og Boris Karloff i Kay Kyser filmen You'll Find Out. Lorre nød betydelig popularitet som fremtrædende skuespiller i Warner Bros.'s spændings- og eventyrfilm, Lorre spillede Joel Cairo i Ridderfalken fra 1941 og portrætterede Ugarte i den klassiske film Casablanca fra 1942. Det var Lorres person, som introducerede de fiktive "transit breve", som blev det dramatiske centrum i filmen.
Lorre viste evne for komedie i rollen som Dr. Einstein i Arsenik og gamle kniplinger (optaget i 1941, udsendt 1944). I 1946 havde han hovedrollen sammen med Sydney Greenstreet og Geraldine Fitzgerald i Three Strangers, en spændingsfilm om tre mennesker, som er fælles om at vinde i lotteriet.
I 1941 blev Peter Lorre statsborger i USA.
Efter 2. verdenskrig gik det ned ad bakke med Lorres karriere i Hollywood, og han koncentrerede sig om radio og scenearbejde. I Tyskland var han medforfatter og spillede hovedrollen i Der Verlorene i 1951. En kritikerrost kunstfilm i film noir genren. Derefter vendte han tilbage til USA, hvor han var karakterskuespiller i fjernsyn og spillefilm, ofte gjorde han grin med sit tidligere image som et kryb. I 1954 blev han den første skuespiller, som kom til at spille skurk i en James Bond-film, da han spillede Le Chiffre i en TV-udgave af Casino Royale overfor Barry Nelson som en amerikansk James Bond. (I filmatiseringen af Casino Royale fra 1967 nævner Ronnie Corbett, at SPECTRE blandt sine agenter ikke blot har Le Chiffre, men også "Peter Lorre og Bela Lugosi.")
I 1954 havde Lorre også en hovedrolle sammen med Kirk Douglas og James Mason i hit-klassikeren En verdensomsejling under havet. I begyndelsen af 1960'erne arbejdede han sammen med Roger Corman på adskillige billige lystfilm, som var meget populære.
I 1956 var både Lorre og Vincent Price til Bela Lugosis begravelse. Ifølge Price spurgte Lorre ham: "Tror du at vi skulle drive en pæl gennem hjertet på ham for en sikkerheds skyld?"

## Ægteskaber
Han var gift tre gange: Med Celia Lovsky (1934 – 13. marts 1945) (skilsmisse); Kaaren Verne (25. maj 1945 – 1950) (skilsmisse) og Annemarie Brenning (21. juli 1953 – hans død 23. marts 1964).
Annemarie fødte hans eneste barn, Catharine, i 1953. Catharine var formentlig den eneste, som overlevede et angreb fra Hillsidekvælerne. Hun blev stoppet af kvælerne, Kenneth Bianchi og Angelo Buono, som gav sig ud for at være politifolk. Da de fandt ud af, at hun var Lorres datter, frigav de hende. Hun opdagede ikke, at de var mordere, før de blev fanget. Hun døde i 2006 af sukkersyge. I 1970'erne begyndte en skuespiller at kalde sig "Peter Lorre, Jr.," men han var ikke i familien, men en som udnyttede en svage lighed med skuespilleren.

## Død
Overvægtig og aldrig helt kommet sig over sit morfinmisbrug havde Lorre mange personlige og karrieremæssige skuffelser i sine sidste år. Da han døde i 1964 af et slagtilfælde, var han 59 år. Han blev bisat på Hollywood Forever Cemetery i Hollywood. Vincent Price holdt talen ved hans bisættelse.

## Arv
Lorre har en stjerne på Hollywood Walk of Fame ved 6619 Hollywood Boulevard.

## Filmografi
| - Die Verschwundene Frau (1929) - M (1931) - Bomben auf Monte Carlo (1931) - Die Koffer des Herrn O.F. (1931) - Fünf von der Jazzband (1932) - Schuss im Morgengrauen (1932) - Der Weisse Dämon (1932) - Stupéfiants (1932) - F.P.1 antwortet nicht (1932) - Les Requins du pétrole (1933) - Du haut en bas (1933) - Was Frauen träumen (1933) - Unsichtbare Gegner (1933) - Manden der vidste for meget (1934) - Mad Love (1935) - Manden siom dræbte (1935) - Hemmelig agent (1936) - Crack-Up (1936) - Millionærbarn forsvundet! (1937) - Think Fast, Mr. Moto (1937) - Spion 33 (1937) - Thank You, Mr. Moto (1937) - Mr. Moto's Gamble (1938) - Mr. Moto Takes a Chance (1938) - Jeg gi'r en million (1939) - Mr. Moto Takes a Vacation (1939) - De fordømtes flugt (1940) - I Was an Adventuress (1940) - Island of Doomed Men (1940) - Stranger on the Third Floor (1940) - You'll Find Out (1940) - Der Ewige Jude (archive footage) (1940) - The Face Behind the Mask (1941) - Mr. District Attorney (1941) - They Met in Bombay (1941) - Ridderfalken (1941) - Nattens helt - Invisible Agent (1942) - The Boogie Man Will Get You (1942) | - Casablanca (1942) - Den uberørte (1943) - Background to Danger (1943) - The Cross of Lorraine (1943) - Mænd uden fædreland (1944) - The Mask of Dimitrios (1944) - Arsenik og gamle Kniplinger (1944) - The Conspirators - Hollywood Canteen (1944) - Hotel Berlin (1945) - Confidential Agent (1945) - Tre fremmede (1946) - Det sorte Xl (1946) - The Chase (1946) - The Verdict (1946) - Hånden der går igen (1946) - En skør detektiv (1947) - Casbah (1948) - Glødende sand (1949) - Quicksand (1950) - Double Confession (1950) - Der Verlorene (1951) (also directed) - Fuld af løgn (1953) - Casino Royale, en episode i TV-serien Climax! - En verdensomsejling under havet (1954) - Jorden rundt i 80 dage (1956) - Meet Me in Las Vegas (1956) (uncredited) - De fordømtes jungle (1956) - The Buster Keaton Story (1957) - Silkestrømper (1957) - The Story of Mankind (1957) - Jerry på krigsstien (1957) - Hell Ship Mutiny (1957) - Alle tiders Cirkus (1959) - Rejsen til havets bund (1961) - Rædslernes trio (1962) - Fem uger i ballon (1962) - [[Ravnen]] (1963) - Liget går amok (1964) - Muscle Beach Party (1964) - The Patsy (1964) |

## Lyt til
- The Lodger on Mystery in the Air, 1947, starring Peter Lorre and Agnes Moorehead

## Yderligere læsning
- Peter Lorre. Midnight Marquee Press. 1999. ISBN 1-887664-30-0.
- Youngkin, Stephen D., James Bigwood, and Raymond Cabana (1982). The Films of Peter Lorre. Citadel Press. ISBN 0-8065-0789-6.
- Youngkin, Stephen D. (2005). The Lost One: A Life of Peter Lorre. University Press of Kentucky. ISBN 0-8131-2360-7.

## Eksterne links
- Peter Lorre på gravsted.dk

- Wikimedia Commons har flere filer relateret til Peter Lorre
- Se Peter Lorre i Fritz Lang's M Arkiveret 16. juli 2008 hos  Wayback Machine
- Peter Lorre Lydbibliotek Arkiveret 7. juni 2008 hos  Wayback Machine
- Fotografier af Peter Lorre
- Flere fotografier af Peter Lorre Arkiveret 5. juli 2008 hos  Wayback Machine
- Peter Lorre Fanlisting
- En historie om og analyse af Peter Lorres roller i spionfilm.
- Peter Lorre på Internet Movie Database (engelsk)
- Peter Lorre på Filmdatabasen
- Peter Lorre på Scope
- Peter Lorre på Svensk Filmdatabas (svensk)
- Peter Lorre på AlloCiné (fransk)
- Peter Lorre på AllMovie (engelsk)
- Peter Lorre på Turner Classic Movies (engelsk)
- Peter Lorre på Rotten Tomatoes (engelsk)
- Peter Lorre på The Movie Database (engelsk)
- Peter Lorre på Encyclopædia Britannica Online (engelsk)